# 국제물관리연구소
국제물관리연구소는 1984년에 스리랑카에서 설립된 국제연구기관인 국제관수관리연구소를 개편한 기관이다. 물관리, 홍수안전, 물 부족 문제, 가난과 물의 관계 등을 연구하고 개발도상국에서의 관개시스템의 실시와 관리, 운영 등을 지원한다. 주요 사업으로는 연구사업, 국가사업, 교육 및 훈련사업이 있으며 약 10가지 정기 간행물이 있다.